# Ferenc II Nádasdy

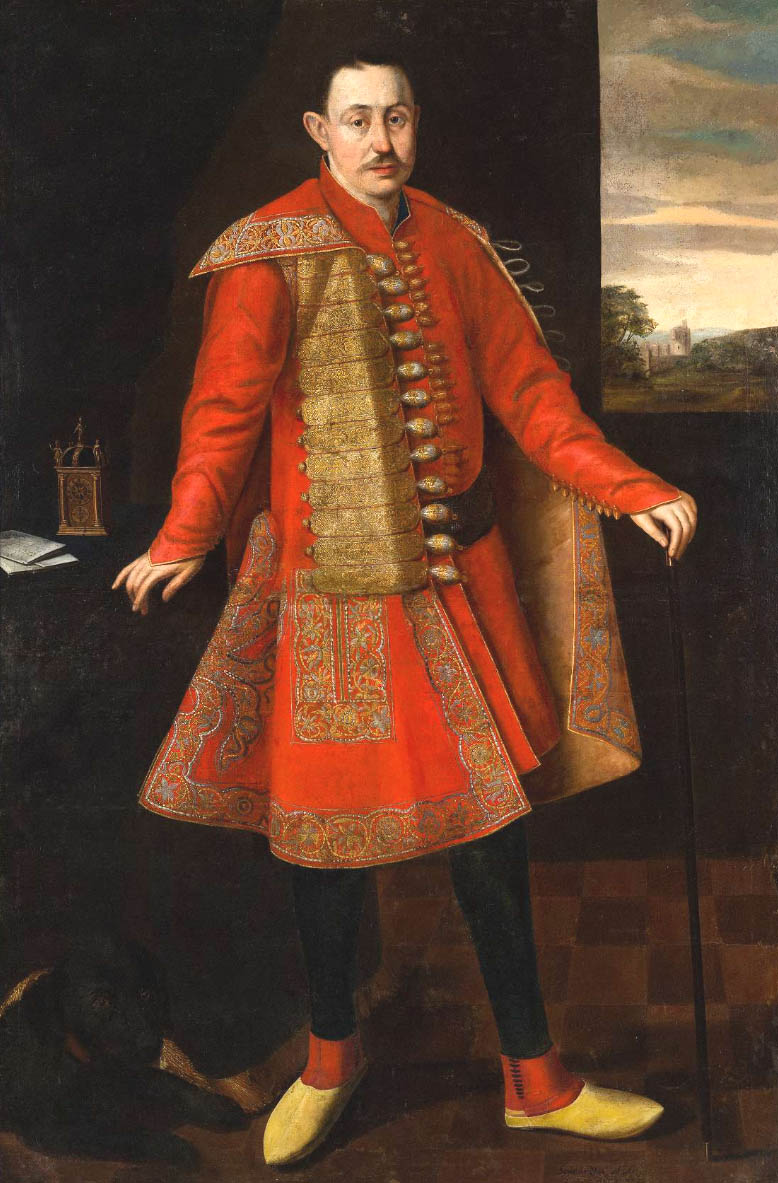
Ferenc Nádasdy ritratto da Benjamin von Block nel 1656

Ferenc Nádasdy (Csejte, 14 gennaio 1623 – Vienna, 30 aprile 1671) è stato un militare ungherese.

## Il cultore del Rinascimento
In gioventù aveva studiato in Italia, frequentando l'università di Siena e portando in Ungheria il riflesso della cultura rinascimentale italiana.

## Il soldato
Contribuì grandemente alla guerra contro la Turchia che portò l'esercito austriaco comandato da Raimondo Montecuccoli alla vittoria nella Battaglia di San Gottardo (1664).

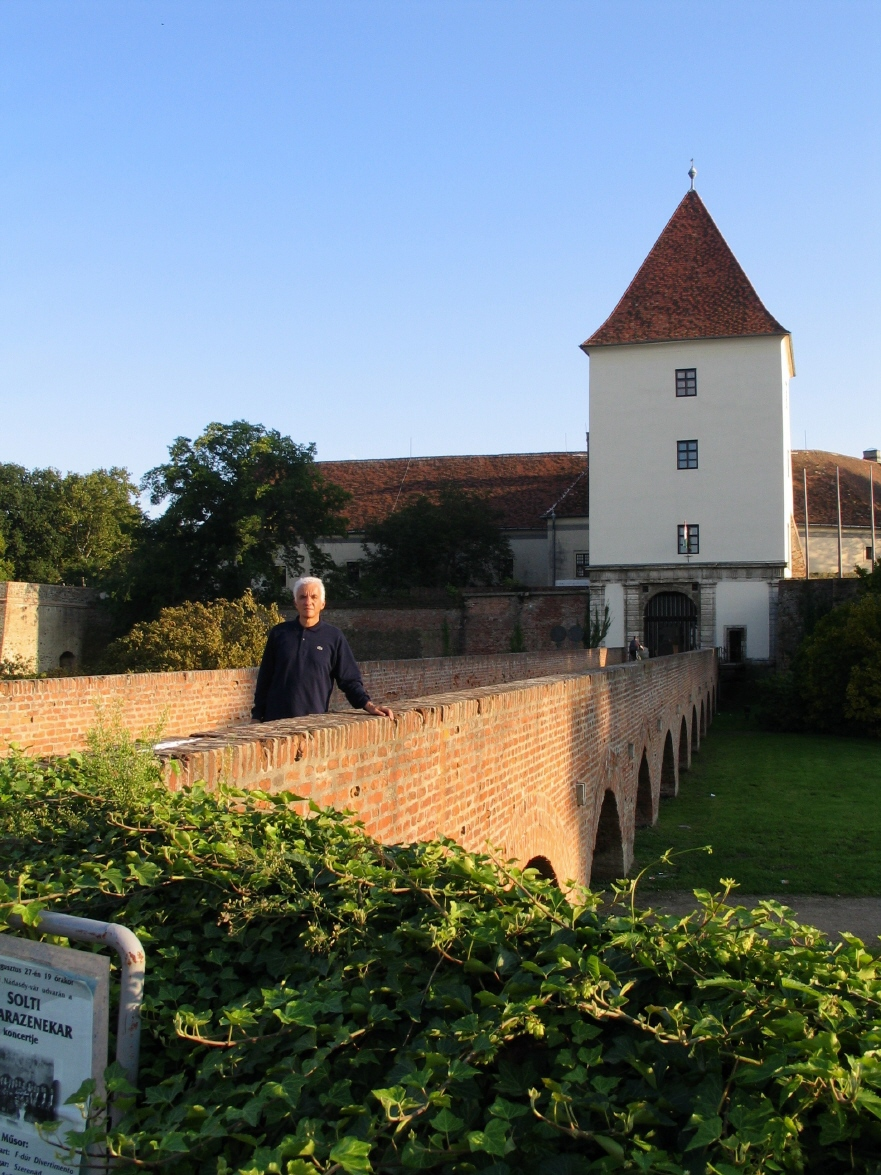
Il ponte del castello di Sárvar, residenza di Ferenc Nádasdy, il maggiore dei magnati ungheresi, alfiere in Ungheria della cultura italiana, promotore della rivolta contro Vienna che dopo la vittoria di Montecuccoli cedette due città importanti alla Porta. Scoperta la rivolta, fu decapitato. Archivio Nuova terra antica

Fu deluso dalle condizioni della Pace di Eisenburg in cui l'Austria, nonostante le vittorie, si era mostrata arrendevole e aveva ceduto ai Turchi due piazzeforti. Anche sul piano personale fu scontento per non aver ottenuto dall'imperatore Leopoldo I la dignità di conte palatino, divenendo così uno dei membri più attivi della lega dei nobili ungheresi che si oppose alla potenza austriaca degli Asburgo. Secondo i magnati ungheresi era la loro volontà che aveva determinato la nomina di Leopoldo I a re di Ungheria e non il diritto dinastico. L'imperatore, a loro dire, cedendo le fortezze ai Turchi, per di più accompagnate da un donativo di 200.000 fiorini aveva rotto il patto con la nazione che, pertanto, aveva il diritto di scegliersi un nuovo monarca.
Questa attività fu scoperta tramite carte compromettenti e il conte, sospettato di complicità in molti complotti, fu condannato a morte; l'esecuzione ebbe luogo a Vienna dinanzi all'Altes Rathaus.

## Opere
- Mausoleum Regni Apostolici Regum et Ducum, Norimberga, 1664;
- Cynosura juristarum, 1668: raccolta delle leggi del Regno d'Ungheria.